# 法狮龙
法狮龙家居建材股份有限公司（英語：Fsilon Furnishing And Construction Materials Corporation；上交所：605318，简称：法狮龙），是中国上海证券交易所的一家上市公司，主要从事集成吊顶、集成墙面等产品的研发、生产和销售。
公司前身为海盐法狮龙建材科技有限公司，系由自然人沈正华、沈正明共同投资设立。2007年3月26日，法狮龙有限在海盐县工商行政管理局注册登记。2014年4月2日，公司名称由“海盐法狮龙建材科技有限公司”变更为“法狮龙建材科技有限公司”。2018年6月19日，公司整体变更设立股份有限公司，并更名为法狮龙家居建材股份有限公司。2020年8月3日，在上海证券交易所挂牌上市，成为中国第三家上市的集成吊顶企业。
2021年，公司实现营业收入6.63亿元，同比增长47.97%；实现净利润5877.24万元，同比增减少8.45%。